# Gustaw Daniłowski

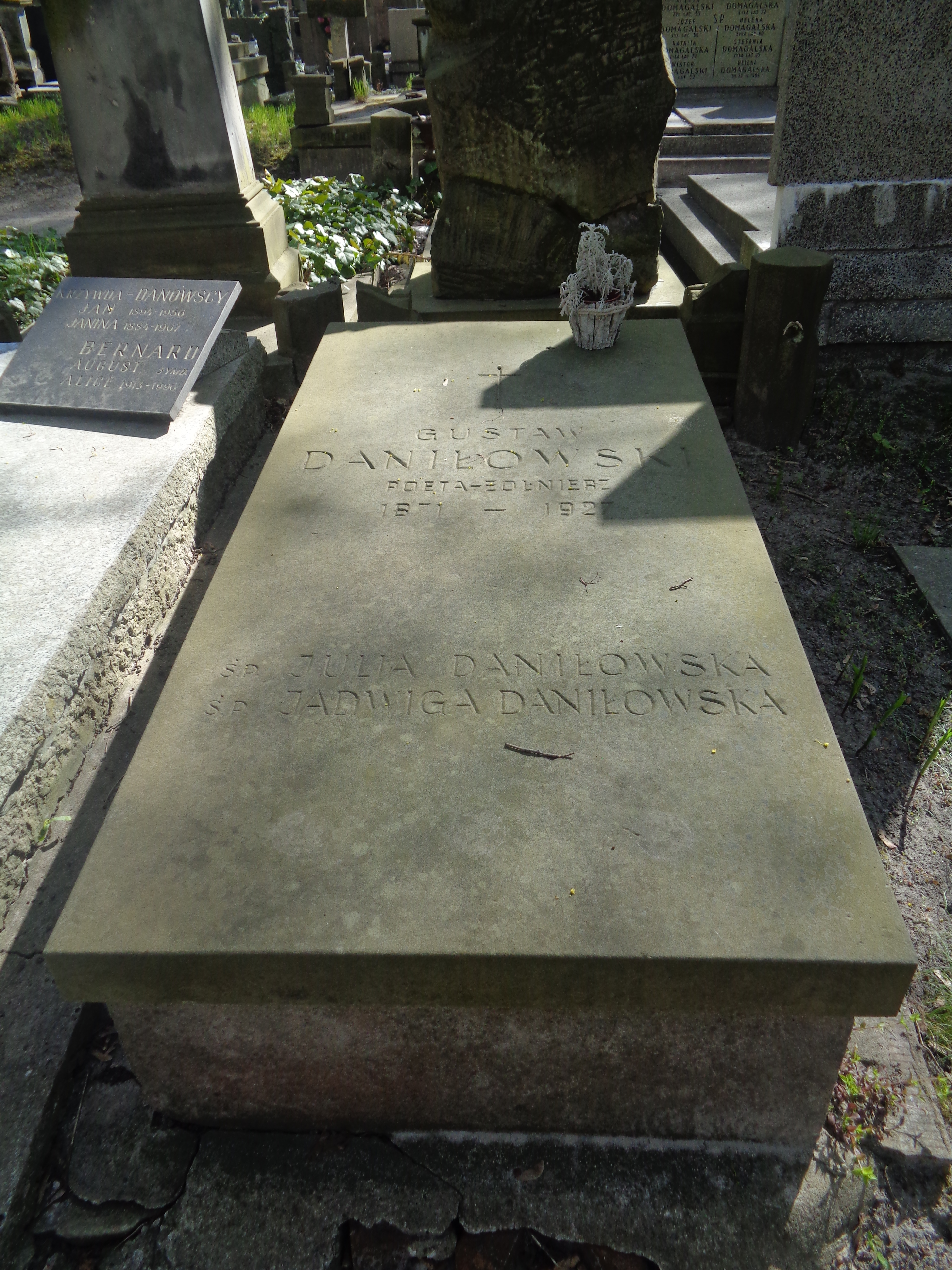
Grób Gustawa (Augusta) Daniłowskiego na cmentarzu Powązkowskim

Gustaw Daniłowski ps. Władysław Orwid (ur. 1871 w Ciwilsku w guberni kazańskiej jako August Daniłowski, zm. 21 października 1927 w Warszawie) – polski pisarz, publicysta, działacz socjalistyczny i niepodległościowy.

## Życiorys

### Data urodzin
Istnieje kilka dat urodzin Daniłowskiego. Zdzisław Dębicki w Portretach podaje rok 1872. Na ten sam rok wskazują autorzy jego hasła w Polskim Słowniku Biograficznym – S. Pigoń i I. Śliwińska. Z kolei H. Malanowicz korzystając z ustnych relacji żony Daniłowskiego i dokumentów z prywatnego archiwum rodzinnego ustalił datę urodzin na 12 lipca 1871 r. Tę to datę przyjmują także: E. Kasperski w pracy Gustaw Daniłowski. Szkic informacyjny oraz E. Rohozińska, Daniłowski Gustaw, [w:] Literatura polska. Przewodnik encyklopedyczny. Natomiast Grażyna Legutko, autorka monografii historyczno-literackiej o Daniłowskim, przyjmuje datę 16 października 1871 r. kierując się jego własnoręcznie napisanym życiorysem. Za przyjęciem tej daty, jak stwierdza Legutko, przemawia także list jego ojca Władysława Daniłowskiego do swojego ojca, a dziadka Gustawa – Augusta Daniłowskiego.

### Imię
Na chrzcie otrzymał imię August, na cześć swojego dziada, ze strony ojca. Imienia tego używał do połowy lipca 1898 r., czyli do ukończenia studiów. Imię August widnieje na niepublikowanym dziele: Zeszyt młodzieńczych wierszy 1881–1886 (Biblioteka Narodowa, rękopis nr 7224). Także na przepustce wydanej przez władze carskie 16 marca 1893 r. i później przedłużonej do 29 lipca 1893 r. na czas zakończenia nauki widnieje także imię August. Dopiero, gdy rozpoczął karierę pisarską zmienił imię na Gustaw.

### Działalność
Od 1895 r. członek Polskiej Partii Socjalistycznej. Wraz ze Stefanem Żeromskim organizował stowarzyszenie oświatowe „Światło” i Uniwersytet Ludowy. Brał udział w rewolucji 1905 r. Był członkiem Zarządu utworzonego w 1906 roku w Królestwie Kongresowym Towarzystwa Kultury Polskiej. Aresztowany 16 grudnia 1906 r. w Warszawie na konferencji PPS – Frakcji Rewolucyjnej. Zwolniony po kilku miesiącach, wyjechał do Krakowa. Tam rozpoczął aktywną działalność literacką i publicystyczną (publikował m.in. artykuły w czasopiśmie Witeź). Działał w Związku Walki Czynnej oraz Komisji Tymczasowej Skonfederowanych Stronnictw Niepodległościowych jako przedstawiciel PPS – Frakcji Rewolucyjnej.
Uczestniczył w zjeździe w Zakopanem w sierpniu 1912 r., na którym powołano Polski Skarb Wojskowy.
Po wybuchu wojny wstąpił do I Brygady Legionów. Członek kierownictwa Zjednoczenia Stronnictw Niepodległościowych z ramienia Związku Chłopskiego w 1915 roku. W lipcu 1916 r. został wybrany w Warszawie radnym z listy PPS. Członek Centralnego Komitetu Narodowego w Warszawie (lipiec 1916 – maj 1917). Od marca 1917 r. członek Stronnictwa Niezawisłości Narodowej.
Po odzyskaniu niepodległości od grudnia 1918 r. do grudnia 1922 r. był urzędnikiem do specjalnych poruczeń przy Naczelniku Państwa Józefie Piłsudskim. Po uchwale Rady Naczelnej PPS w maju 1927 r. krytykującej Józefa Piłsudskiego wystąpił z PPS. Spoczywa na cmentarzu Powązkowskim w Warszawie (kwatera 246-2-16). 

## Ordery i odznaczenia
- Krzyż Niepodległości (pośmiertnie, 9 listopada 1931)[8]
- Krzyż Oficerski Orderu Odrodzenia Polski (9 listopada 1926)[9]

## Ważniejsze prace
- Poezje[10], Warszawa 1902.
- Jaskółka, Warszawa 1907 – wersja cyfrowa Polona.
- Wrażenia więzienne[11], Lwów 1908.
- Stefan Okrzeja[12], Kraków-Warszawa 1910.
- Henryk Baron[13], Kraków-Warszawa 1910.
- Maria Magdalena[14], Warszawa 1912.
- Na stokach Cytadeli (Józef Mirecki)[15], Warszawa 1916.
- Bandyci z Polskiej Partii Socjalistycznej[16], Lwów 1924.